# 三浦正名
三浦 正名（みうら まさな、1954年（昭和29年）1月1日 - ）は、日本の政治家。青森県五戸町元町長。

## 人物・経歴
1954年（昭和29年）1月1日生まれ。青森県出身。1977年（昭和52年）3月、立教大学経済学部経営学科卒業。
1999年6月27日、青森県五戸町長選挙で初当選。
以後、20年にわたり五戸町長を5期を務め、2019年6月26日に町長を退任。